# Costante di Hermite
In matematica, la costante di Hermite {\displaystyle \gamma _{n}} è una costante dipendente da un intero n > 0. Il nome fa riferimento al matematico Charles Hermite.
La costante è definita nel modo seguente. Sia L un reticolo nello spazio euclideo Rn, cioè un sottogruppo discreto che genera (come spazio vettoriale) tutto lo spazio. Sia λ1(L) la minima norma di tutti gli elementi non-nulli di L.
La costante {\displaystyle {\sqrt {\gamma _{n}}}} è definita come il massimo di λ1(L) fra tutti i reticoli L di covolume unitario, cioè tali che vol(Rn/L) = 1.
La radice quadrata nella definizione della costante di Hermite è presente per ragioni storiche.
In alternativa, la costante di Hermite {\displaystyle \gamma _{n}} può essere definita come il quadrato della sistola massimale di un toro piatto di n dimensioni di volume unitario.

## Esempio
La costante di Hermite è conosciuta in dimensioni 1-8 e 24.
Per n = 2, si ha {\displaystyle \gamma _{2}={\tfrac {2}{\sqrt {3}}}}.  Questo valore è ottenuto dagli interi di Eisenstein.